# Wladimiro Falcone
Pour les articles homonymes, voir Falcone (homonymie).
Wladimiro Falcone, né le 12 avril 1995 à Rome en Italie, est un footballeur italien, qui évolue au poste de gardien de but à l'US Lecce.

## Biographie

### En club
Né à Rome en Italie, Wladimiro Falcone commence le football dans l'un des clubs de la capitale italienne, l'AS Lodigiani. Grand fan de l'AS Rome durant sa jeunesse, il n'est jamais pris en considération par les recruteurs du club. Il rejoint ensuite le Vigor Perconti où il se fait repérer par un club professionnel, la Sampdoria de Gênes, qu'il rejoint et où il est formé,.
Falcone commence toutefois sa carrière en troisième division italienne, du côté du Côme 1907, où il est prêté par la Sampdoria lors de l'été 2014. Il joue son tout premier match contre son club formateur, la Sampdoria, le 24 août 2014, lors d'une rencontre de coupe d'Italie. Il est titularisé et son équipe s'incline par quatre buts à un.
Après plusieurs prêts, Falcone fait son retour à la Sampdoria. C'est avec ce club qu'il fait ses débuts en Serie A, la première division italienne, le 29 juillet 2020, face à l'AC Milan. Il est titularisé et son équipe s'incline par quatre buts à un.
Le 29 août 2020, Falcone est de nouveau prêté, cette fois-ci au Cosenza Calcio.
Avec Cosenza il découvre la Serie B, la deuxième division italienne, jouant son premier match dans la compétition le 3 octobre 2020, lors de la deuxième journée de la saison 2020-2021, face à la SPAL Ferrara (1-1 score final). Il s'y impose comme un titulaire, se montrant décisif à plusieurs reprises et devenant l'un des meilleurs portiers de Serie B.
Le 17 juillet 2022, Wladimiro Falcone est prêté pour une saison avec option d'achat à l'US Lecce.
Le 16 juin 2023, l'option d'achat est levée par l'US Lecce. Trois jours plus tard, la Sampdoria exerce son droit de rachat, initialement prévu dans le contrat mais c'est bien à l'US Lecce que Falcone poursuit sa carrière, étant racheté par les Giallorossi le 27 juillet suivant. Il signe un contrat courant jusqu'en juin 2028.

### En sélection
Wladimiro Falcone représente l'équipe d'Italie des moins de 18 ans. Il joue au total six matchs avec cette sélection entre 2012 et 2013.
Le 17 mars 2023, Wladimiro Falcone est convoqué pour la première fois avec l'équipe nationale d'Italie, par le sélectionneur Roberto Mancini. Il ne joue toutefois aucun match lors de ce rassemblement.